# Medaglia di Giovanni VIII Paleologo
La medaglia di Giovanni VIII Paleologo fu realizzata in bronzo dall'artista italiano Pisanello nel 1438 e misura 10,2 cm di diametro. Fu la prima medaglia moderna in assoluto. Se ne conservano diversi esemplari in vari musei e collezioni.

## Storia
Quando nel 1438 Giovanni VIII Paleologo (1425-1448) si recò con la sua corte a Ferrara per discutere con papa Eugenio IV (1431-1447) della riunificazione della chiesa cristiana, conseguente al ritorno dell'ortodossia sotto il cattolicesimo (Concilio di Ferrara), come artista testimone fu chiamato Pisanello, all'epoca al soldo degli Este. Tutti gli storici concordano nell'attribuire la creazione della medaglia al soggiorno padovano, anche se esiste una notizia poco accreditata di Paolo Giovio, riferita dal Vasari, secondo la quale la medaglia sarebbe stata eseguita a Firenze, dopo lo spostamento della sede.
Pisanello rimase molto impressionato dalla corte bizantina, per le loro vesti, per il rapporto delle ricchezze legato all'Imperatore e per l'esotismo della sua corte, restandone la sua arte profondamente influenzata. Esistono diversi disegni nel codice Vallardi che testimoniano lo studio dell'effigie dell'imperatore, delle sue vesti e di quelle della sua corte, con minuziose annotazioni sui colori. Non è escluso che la corte ferrarese avesse in programma di commissionare all'artista una serie di affreschi per celebrare lo storico evento, anche se poi lo spostamento dei lavori a Firenze dovette far abbandonare l'impresa. 
Nell'occasione egli fece una medaglia commemorativa, poi donata a Giovanni. Si trattava della prima effigie di persona vivente emessa su una medaglia (ancora prima di qualsiasi conio monetale) dai tempi dell'Impero carolingio: l'usanza, ben radicata nell'Impero romano, era stata infatti bandita nel IX secolo. Inoltre si trattava del primo caso di "medaglia" vera e propria come la intendiamo anche noi oggi, cioè un ritratto di un personaggio sul recto e un'impresa sul verso, cioè un riferimento simbolico al protagonista, ai suoi successi o alle sue aspirazioni. Esisteva già in area francese l'usanza di creare medaglioni in oro ispirati a una serie, creduta antica, che il duca di Berry aveva acquistato a Firenze nel 1402 e che rappresentava alcuni eroi della Chiesa cristiana. Tali medaglioni però, di probabile fattura parigina e ampiamente imitati in Europa, erano sovraccarichi di simbolismi in composizioni tardogotiche, prive di quell'eloquenza e quella schiettezza che fece la fortuna del modello pisanelliano. Non è escluso che Pisanello, con la sua medaglia dell'imperatore, volesse continuare idealmente la serie degli eroi della cristianità del duca di Berry. 
Dopo questa medaglia Pisanello ne fece molte altre, ottenendo la fama che lo accompagna tutt'oggi. Della medaglia vennero coniati più esemplari, che circolarono nelle corti italiane, innescando presto un effetto emulativo.

## Descrizione

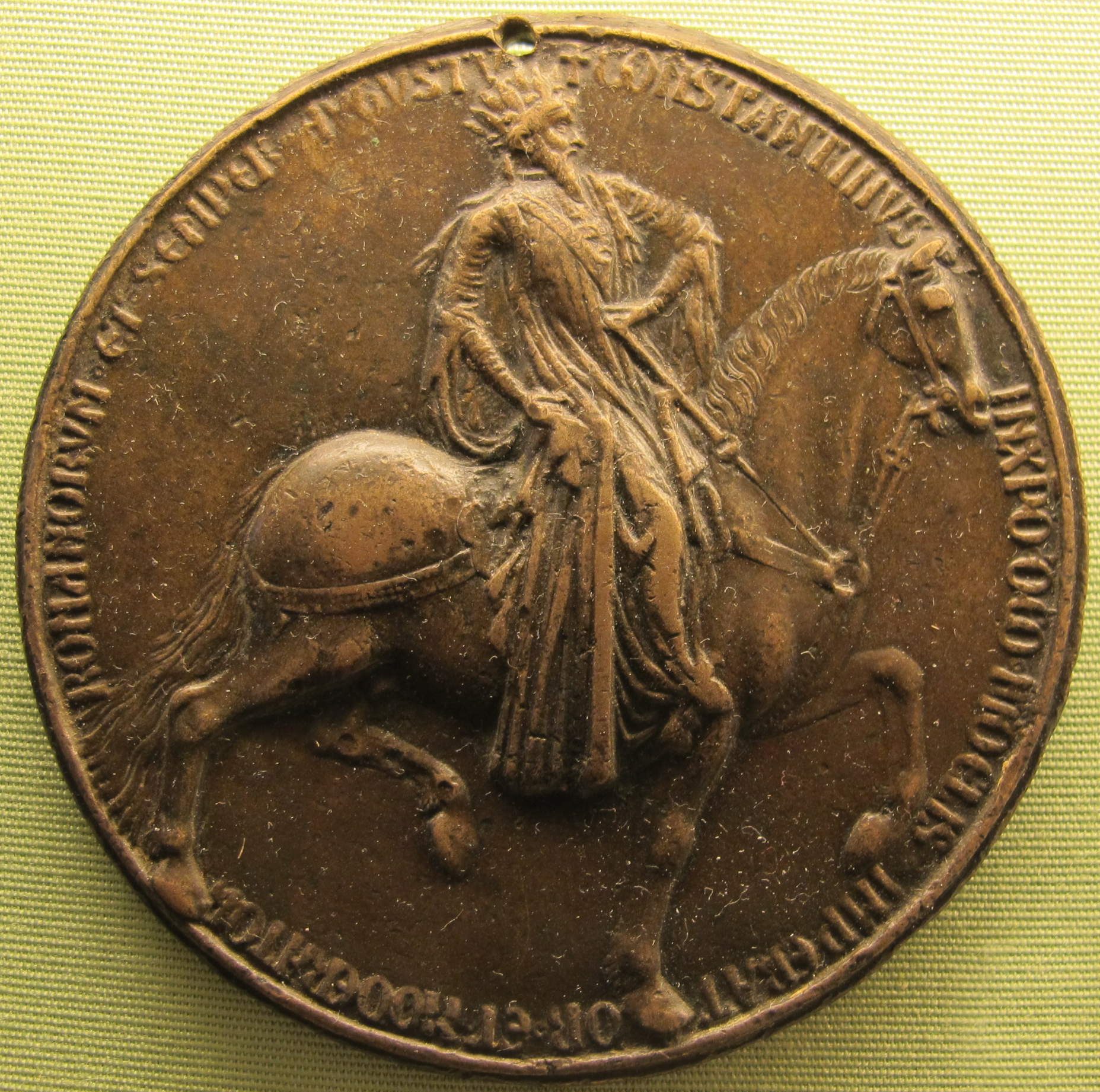
Esempio di medaglia tardogotica francese, Re Costantino a cavallo, 1402

Sul recto è raffigurato l'Imperatore bizantino rappresentato di profilo in forma di busto girato a destra; evidente richiamo alle monete romane che ritraevano gli Imperatori in tale posizione. Nella medaglia sono presenti delle inscrizioni sia in greco che latino, tese a sottolineare il ricongiungimento delle due chiese e, conseguentemente, l'unione tra Oriente e Occidente. Da destra si legge "+ΙΩΑΝΝΗC BACIΛEÚC KAI 'AUTO KPÁTΩP 'PΩMÁIΩN 'Ó ΠAΛΑIÓΛOΓΟC" ("Giovanni, re e autocrate dei Romani, Paleologo"). Grazie all'opera di Pisanello è possibile conoscere oggi, e con buona approssimazione, qual era l'aspetto di Giovanni. Egli è rappresentato con un grande cappello, si possono notare la barba molto curata, i capelli abbastanza lunghi, il naso quasi aquilino, e il cappotto indossato, in cui sono ben evidenti le pieghe e i bottoni.
Sul verso si vede l'imperatore a cavallo in abito da caccia, al passo verso destra, con le mani giunte davanti a un crocifisso latino, mentre dietro di lui si vede un altro paggio, pure a cavallo, di tergo, soggetto anche di un disegno di Pisanello; a sinistra è presente un gruppo di rocce. La scritta in alto recita "OPVS PISANI PICTO/RIS" ("opera di Pisanello, pittore"), mentre sotto si legge in greco "ÉPΓON TOV ΠICÁNOV ZΩΓPAΦOV" ("Opera di Pisano zògrafo"). L'appellativo che l'artista si dà nell'iscrizione in greco vuol dire pittore, nell'accezione letterale di "delineatore di vita". Le scritte in greco furono ricevute dalla Cancelleria del concilio, e trascritte fedelmente, con scrupolosa attenzione riguardo ai titoli imperiali. 
L'effigie dell'imperatore, con la tipica berretta, entrò nella memoria artistica europea, venendo citata da moltissimi artisti anche a distanza di molti anni, tra i quali spiccarono Filarete (Porta di San Pietro), Piero della Francesca (Flagellazione e Vittoria di Costantino su Massenzio), Antonio Vivarini (Polittico della Crocifissione), Perugino (Episodi della vita di san Bernardino), Vittore Carpaccio (Storie di santo Stefano), Jean Fouquet (in due miniature), Hans Holbein il Vecchio (Pala di Kaisheim), Urban Görtscher (Ecce Homo a Vienna), ecc.